# Turf Moor
Turf Moor er et fodboldstadion i Burnley i England, der er hjemmebane for Premier League-klubben Burnley F.C. Stadionet har plads til 21.944 tilskuere, og alle pladser er siddepladser. Det blev indviet i 1883.